# Jean-Julien Rojer
Jean-Julien Rojer (ur. 25 sierpnia 1981 w Willemstad) – holenderski tenisista, grający w barwach Holandii, do roku 2010 reprezentujący Antyle Holenderskie, a w latach 2010–2012 grający dla Curaçao, mistrz Wimbledonu 2015, US Open 2017 i French Open 2022 w grze podwójnej oraz French Open 2014 w grze mieszanej, triumfator ATP World Tour Finals 2015 oraz reprezentant w Pucharze Davisa, olimpijczyk.

## Kariera tenisowa
Karierę tenisową Rojer rozpoczął w roku 2002, skupiając swoje umiejętności na grze podwójnej. W rozgrywkach rangi ATP Tour wygrał 37 turniejów, w tym Wimbledon, US Open, French Open i ATP World Tour Finals. Ponadto Rojer przegrał 24 finały.
W czerwcu 2014 roku Rojer został zwycięzcą Rolanda Garrosa w grze mieszanej, w parze z Anną-Leną Grönefeld.
W latach 1998–2007 reprezentował Antyle w Pucharze Davisa. Przez ten okres rozegrał dla zespołu 49 meczów. W singlu wygrał 28 pojedynków, natomiast w deblu 12 meczów. Od 2012 roku reprezentuje Holandię.
W 2012 roku Rojer zagrał w parze z Robinem Haasem na igrzyskach olimpijskich w Londynie. Para holenderska odpadła z rywalizacji w pierwszej rundzie pokonana przez Leandera Paesa i Vishnu Vardhana. Podczas igrzysk olimpijskich w Rio de Janeiro (2016) przegrał w pierwszych rundach gry podwójnej i mieszanej. Na igrzyskach olimpijskich w Tokio (2020) zagrał w deblu wspólnie z Wesleyem Koolhofem, z którym awansował do drugiej rundy. Po raz czwarty wystartował na igrzyskach olimpijskich w Paryżu (2024), gdzie w parze z Robinem Haasem dotarł do drugiej rundy.
Najwyżej sklasyfikowany w rankingu deblistów był na 3. miejscu w listopadzie 2015 roku.

### Finały w turniejach ATP Tour
| Legenda                                      |
| -------------------------------------------- |
| Wielki Szlem                                 |
| Igrzyska olimpijskie                         |
| Tennis Masters Cup / ATP Finals              |
| ATP Masters Series / ATP Tour Masters 1000   |
| ATP International Series Gold / ATP Tour 500 |
| ATP International Series / ATP Tour 250      |

#### Gra podwójna (37–24)
| Końcowy wynik | Nr  | Data                 | Turniej            | Nawierzchnia  | Partner              | Przeciwnicy                               | Wynik finału         |
| ------------- | --- | -------------------- | ------------------ | ------------- | -------------------- | ----------------------------------------- | -------------------- |
| Finalista     | 1.  | 13 lipca 2008        | Båstad             | Ceglana       | Johan Brunström      | Jonas Björkman Robin Söderling            | 2:6, 2:6             |
| Finalista     | 2.  | 10 maja 2009         | Belgrad            | Ceglana       | Johan Brunström      | Łukasz Kubot Oliver Marach                | 2:6, 6:7(3)          |
| Finalista     | 3.  | 10 maja 2009         | ’s-Hertogenbosch   | Trawiasta     | Johan Brunström      | Wesley Moodie Dick Norman                 | 6:7(3), 7:6(8), 5–10 |
| Finalista     | 4.  | 2 sierpnia 2009      | Umag               | Ceglana       | Johan Brunström      | František Čermák Michal Mertiňák          | 4:6, 4:6             |
| Finalista     | 5.  | 27 września 2009     | Bukareszt          | Ceglana       | Johan Brunström      | František Čermák Michal Mertiňák          | 2:6, 4:6             |
| Finalista     | 6.  | 1 sierpnia 2010      | Los Angeles        | Twarda        | Eric Butorac         | Bob Bryan Mike Bryan                      | 7:6(6), 2:6, 7–10    |
| Zwycięzca     | 1.  | 10 października 2010 | Tokio              | Twarda        | Eric Butorac         | Andreas Seppi Dmitrij Tursunow            | 6:3, 6:2             |
| Zwycięzca     | 2.  | 24 października 2010 | Sztokholm          | Twarda (hala) | Eric Butorac         | Johan Brunström Jarkko Nieminen           | 6:4, 7:6(4)          |
| Finalista     | 7.  | 20 lutego 2011       | Memphis            | Twarda (hala) | Eric Butorac         | Maks Mirny Daniel Nestor                  | 2:6, 7:6(6), 3–10    |
| Zwycięzca     | 3.  | 1 maja 2011          | Estoril            | Ceglana       | Eric Butorac         | Marc López David Marrero                  | 6:3, 6:4             |
| Zwycięzca     | 4.  | 21 maja 2011         | Nicea              | Ceglana       | Eric Butorac         | Santiago González David Marrero           | 6:3, 6:4             |
| Zwycięzca     | 5.  | 2 października 2011  | Kuala Lumpur       | Twarda (hala) | Eric Butorac         | František Čermák Filip Polášek            | 6:1, 6:3             |
| Finalista     | 8.  | 6 listopada 2011     | Walencja           | Twarda (hala) | Eric Butorac         | Bob Bryan Mike Bryan                      | 4:6, 6:7(9)          |
| Zwycięzca     | 6.  | 6 maja 2012          | Estoril            | Ceglana       | Aisam-ul-Haq Qureshi | Julian Knowle David Marrero               | 7:5, 7:5             |
| Zwycięzca     | 7.  | 17 czerwca 2012      | Halle              | Trawiasta     | Aisam-ul-Haq Qureshi | Treat Huey Scott Lipsky                   | 6:3, 6:4             |
| Finalista     | 9.  | 4 listopada 2012     | Paryż              | Twarda (hala) | Aisam-ul-Haq Qureshi | Mahesh Bhupathi Rohan Bopanna             | 6:7(6), 3:6          |
| Finalista     | 10. | 24 lutego 2013       | Marsylia           | Twarda (hala) | Aisam-ul-Haq Qureshi | Rohan Bopanna Colin Fleming               | 4:6, 6:7(3)          |
| Zwycięzca     | 8.  | 31 marca 2013        | Miami              | Twarda        | Aisam-ul-Haq Qureshi | Mariusz Fyrstenberg Marcin Matkowski      | 6:4, 6:1             |
| Finalista     | 11. | 5 maja 2013          | Oeiras             | Ceglana       | Aisam-ul-Haq Qureshi | Santiago González Scott Lipsky            | 3:6, 6:4, 7–10       |
| Zwycięzca     | 9.  | 20 października 2013 | Sztokholm          | Twarda (hala) | Aisam-ul-Haq Qureshi | Jonas Björkman Robert Lindstedt           | 6:2, 6:2             |
| Zwycięzca     | 10. | 9 lutego 2014        | Zagrzeb            | Twarda (hala) | Horia Tecău          | Philipp Marx Michal Mertiňák              | 3:6, 6:4, 10–2       |
| Finalista     | 12. | 16 lutego 2014       | Rotterdam          | Twarda (hala) | Horia Tecău          | Michaël Llodra Nicolas Mahut              | 2:6, 6:7(4)          |
| Zwycięzca     | 11. | 13 kwietnia 2014     | Casablanca         | Ceglana       | Horia Tecău          | Tomasz Bednarek Lukáš Dlouhý              | 6:2, 6:2             |
| Zwycięzca     | 12. | 27 kwietnia 2014     | Bukareszt          | Ceglana       | Horia Tecău          | Mariusz Fyrstenberg Marcin Matkowski      | 6:4, 6:4             |
| Zwycięzca     | 13. | 21 czerwca 2014      | ’s-Hertogenbosch   | Trawiasta     | Horia Tecău          | Santiago González Scott Lipsky            | 6:3, 7:6(3)          |
| Zwycięzca     | 14. | 3 sierpnia 2014      | Waszyngton         | Twarda        | Horia Tecău          | Sam Groth Leander Paes                    | 7:5, 6:4             |
| Zwycięzca     | 15. | 28 września 2014     | Shenzhen           | Twarda        | Horia Tecău          | Sam Groth Chris Guccione                  | 6:4, 7:6(4)          |
| Zwycięzca     | 16. | 5 października 2014  | Pekin              | Twarda        | Horia Tecău          | Julien Benneteau Vasek Pospisil           | 6:7(6), 7:5, 10–5    |
| Zwycięzca     | 17. | 26 października 2014 | Walencja           | Twarda (hala) | Horia Tecău          | Kevin Anderson Jérémy Chardy              | 6:4, 6:2             |
| Finalista     | 13. | 17 stycznia 2015     | Sydney             | Twarda        | Horia Tecău          | Rohan Bopanna Daniel Nestor               | 4:6, 6:7(5)          |
| Zwycięzca     | 18. | 15 lutego 2015       | Rotterdam          | Twarda (hala) | Horia Tecău          | Jamie Murray John Peers                   | 3:6, 6:3, 10–8       |
| Finalista     | 14. | 23 maja 2015         | Nicea              | Ceglana       | Horia Tecău          | Mate Pavić Michael Venus                  | 6:7(4), 6:2, 8–10    |
| Zwycięzca     | 19. | 11 lipca 2015        | Wimbledon, Londyn  | Trawiasta     | Horia Tecău          | Jamie Murray John Peers                   | 7:6(5), 6:4, 6:4     |
| Zwycięzca     | 20. | 22 listopada 2015    | Londyn             | Twarda (hala) | Horia Tecău          | Rohan Bopanna Florin Mergea               | 6:4, 6:3             |
| Zwycięzca     | 21. | 8 maja 2016          | Madryt             | Ceglana       | Horia Tecău          | Rohan Bopanna Florin Mergea               | 6:4, 7:6(5)          |
| Finalista     | 15. | 21 sierpnia 2016     | Cincinnati         | Twarda        | Horia Tecău          | Ivan Dodig Marcelo Melo                   | 6:7(5), 7:6(5), 6–10 |
| Zwycięzca     | 22. | 4 marca 2017         | Dubaj              | Twarda        | Horia Tecău          | Rohan Bopanna Marcin Matkowski            | 4:6, 6:3, 10–3       |
| Zwycięzca     | 23. | 27 maja 2017         | Genewa             | Ceglana       | Horia Tecău          | Juan Sebastián Cabal Robert Farah         | 2:6, 7:6(9), 10–6    |
| Zwycięzca     | 24. | 25 sierpnia 2017     | Winston-Salem      | Twarda        | Horia Tecău          | Julio Peralta Horacio Zeballos            | 6:3, 6:4             |
| Zwycięzca     | 25. | 8 września 2017      | US Open, Nowy Jork | Twarda        | Horia Tecău          | Feliciano López Marc López                | 6:4, 6:3             |
| Finalista     | 16. | 22 października 2017 | Sztokholm          | Twarda (hala) | Aisam-ul-Haq Qureshi | Oliver Marach Mate Pavić                  | 6:3, 6:7(6), 4–10    |
| Zwycięzca     | 26. | 3 marca 2018         | Dubaj              | Twarda        | Horia Tecău          | James Cerretani Leander Paes              | 6:2, 7:6(2)          |
| Finalista     | 17. | 29 kwietnia 2018     | Barcelona          | Ceglana       | Aisam-ul-Haq Qureshi | Feliciano López Marc López                | 6:7(5), 4:6          |
| Zwycięzca     | 27. | 24 sierpnia 2018     | Winston-Salem      | Twarda        | Horia Tecău          | James Cerretani Leander Paes              | 6:4, 6:2             |
| Finalista     | 18. | 4 listopada 2018     | Paryż              | Twarda (hala) | Horia Tecău          | Marcel Granollers Rajeev Ram              | 4:6, 4:6             |
| Finalista     | 19. | 17 lutego 2019       | Rotterdam          | Twarda (hala) | Horia Tecău          | Jérémy Chardy Henri Kontinen              | 6:7(5), 6:7(4)       |
| Zwycięzca     | 28. | 12 maja 2019         | Madryt             | Ceglana       | Horia Tecău          | Diego Schwartzman Dominic Thiem           | 6:2, 6:3             |
| Finalista     | 20. | 4 sierpnia 2019      | Waszyngton         | Twarda        | Horia Tecău          | Raven Klaasen Michael Venus               | 6:3, 3:6, 2–10       |
| Zwycięzca     | 29. | 27 października 2019 | Bazylea            | Twarda (hala) | Horia Tecău          | Taylor Fritz Reilly Opelka                | 7:5, 6:3             |
| Finalista     | 21. | 24 października 2021 | Antwerpia          | Twarda (hala) | Wesley Koolhof       | Nicolas Mahut Fabrice Martin              | 0:6, 1:6             |
| Finalista     | 22. | 13 listopada 2021    | Sztokholm          | Twarda (hala) | Aisam-ul-Haq Qureshi | Santiago González Andrés Molteni          | 2:6, 2:6             |
| Zwycięzca     | 30. | 13 lutego 2022       | Dallas             | Twarda (hala) | Marcelo Arévalo      | Lloyd Glasspool Harri Heliövaara          | 7:6(4), 6:4          |
| Zwycięzca     | 31. | 20 lutego 2022       | Delray Beach       | Twarda        | Marcelo Arévalo      | Ołeksandr Nedowiesow Aisam-ul-Haq Qureshi | 6:2, 6:7(5), 10–4    |
| Finalista     | 23. | 26 lutego 2022       | Acapulco           | Twarda        | Marcelo Arévalo      | Feliciano López Stefanos Tsitsipas        | 5:7, 4:6             |
| Zwycięzca     | 32. | 4 czerwca 2022       | French Open, Paryż | Ceglana       | Marcelo Arévalo      | Ivan Dodig Austin Krajicek                | 6:7(4), 7:6(5), 6:3  |
| Zwycięzca     | 33. | 23 października 2022 | Sztokholm          | Twarda (hala) | Marcelo Arévalo      | Lloyd Glasspool Harri Heliövaara          | 6:3, 6:3             |
| Zwycięzca     | 34. | 14 stycznia 2023     | Adelaide           | Twarda        | Marcelo Arévalo      | Ivan Dodig Austin Krajicek                | walkower             |
| Zwycięzca     | 35. | 19 lutego 2023       | Delray Beach       | Twarda        | Marcelo Arévalo      | Rinky Hijikata Reese Stalder              | 6:3, 6:4             |
| Zwycięzca     | 36. | 13 sierpnia 2023     | Toronto            | Twarda        | Marcelo Arévalo      | Rajeev Ram Joe Salisbury                  | 6:3, 6:1             |
| Zwycięzca     | 37. | 7 stycznia 2024      | Brisbane           | Twarda        | Lloyd Glasspool      | Kevin Krawietz Tim Pütz                   | 7:6(3), 5:7, 12–10   |
| Finalista     | 24. | 25 maja 2024         | Genewa             | Ceglana       | Lloyd Glasspool      | Marcelo Arévalo Mate Pavić                | 6:7(2), 5:7          |

#### Gra mieszana (1–0)
| Końcowy wynik | Nr | Data           | Turniej            | Nawierzchnia | Partnerka           | Przeciwnicy                 | Wynik finału   |
| ------------- | -- | -------------- | ------------------ | ------------ | ------------------- | --------------------------- | -------------- |
| Zwycięzca     | 1. | 5 czerwca 2014 | French Open, Paryż | Ceglana      | Anna-Lena Grönefeld | Julia Görges Nenad Zimonjić | 4:6, 6:2, 10–7 |